# OK Gynge
OK Gynge bildades under andra halvan av 1977 genom en sammanslagning av skid- och orienteringssektionerna i Lönsboda GoIF och FK Eko Osby. Klubben har ca 200 medlemmar varav ca 100 är aktiva. Antalet ungdomar är ca 30 st.
OK Gynges verksamheter är orientering, skidor, långlopp och motionsaktiviteter för allmänheten. Klubben har verksamhet i Osby, Lönsboda, Boalt, Killeberg, Hökön och Visseltofta. det finns orienteringskartor i varje ort. Vintertid, i mån av snö, prepareras det skidspår i Osby, Lönsboda och Killeberg.
Klubben anordnar även tillsammans med Osbys fotbollsklubb Bilbingo flera söndagar under året (ca 12 st).
OK Gynge var i svensk toppklass i slutet av 1970-talet och början av 1980-talet, med topplaceringar på bl.a. 7-mannakavlen, Tjoget och 10-mila. Klubben hade också löpare av landslagsklass..